# マーク・カプラン
マーク・カプラン（Mark Kaplan, 1953年12月30日 - ）は、アメリカ合衆国出身のヴァイオリン奏者。
マサチューセッツ州ケンブリッジの生まれ。ジュリアード音楽院でドロシー・ディレイの薫陶を受け、1973年のレーヴェントリット国際コンクールで特別賞を贈られた。1975年にケルンでピンカス・ズーカーマンの代役としてバルトークのヴァイオリン協奏曲第2番を弾いて名声を確固たるものにした。1982年にデヴィッド・ゴラブやコリン・カーと三重奏団を結成して室内楽の演奏を活発に行うようになった。
ヴァイオリン教師として、カリフォルニア大学ロサンゼルス校でも教鞭を執っていたが、2005年からジェイコブズ音楽院の教授を務めている。